# Biberlikopf
Biberlikopf ou Biberlichopf est un site archéologique situé sur le territoire de la commune saint-galloise de Schänis, en Suisse.

## Histoire
Le site de Biberlichopf se présente sous la forme d'une tour en pierre d'environ 9 mètres de côté datant du Ier siècle av. J.-C. qui servit probablement lors de la campagne de Tibère contre les Vendéliques en 15 av. J.-C. tout comme celles de Stralegg et de Voremwald (cette dernière dans le canton de Glaris).
Fouillé par Ferdinand Keller en 1853, puis par Rudolf Laur-Belart en 1960, le site est classé comme bien culturel suisse d'importance nationale et aménagé en 1962.

## Sources
- (de) Cet article est partiellement ou en totalité issu de l’article de Wikipédia en allemand intitulé « Biberlichopf » (voir la liste des auteurs).